# Anna Dalassene
Anna Dalassene (mittelgriechisch Ἄννα Δαλασσηνή; * 1025; † 1. November 1102 [?] in Konstantinopel) war die Mutter des byzantinischen Kaisers Alexios I. Komnenos.

## Leben
Anna Dalassene war seit 1044 mit dem Domestikos der Scholen Johannes Komnenos verheiratet und somit Schwägerin des Kaisers Isaak I. Als dieser 1059 abdankte, versuchte Anna vergeblich, ihren Ehemann als Nachfolger gegen Konstantin Dukas durchzusetzen. Nach Konstantins Tod unterstützte sie dessen Witwe Eudokia Makrembolitissa und den Usurpator Romanos Diogenes. 1072 wurde Anna zusammen mit ihren noch lebenden Söhnen auf die Prinzeninsel Prinkipo verbannt. Grund war der Vorwurf, sie hätten sich zusammen mit dem nach der Schlacht bei Manzikert abgesetzten Romanos gegen Michael VII. und dessen Onkel Kaisar Johannes Dukas, verschworen.
Auf Veranlassung des neuen De-facto-Regenten Nikephoritzes kehrte Anna 1073 nach Konstantinopel zurück. Bei Hofe nutzte sie in der Folgezeit ihren Einfluss auf Kaiserin Maria von Alanien, um die Mitglieder ihrer Sippe in führende Positionen zu bringen. Als die Komnenen sich 1081 gegen Kaiser Nikephoros III. erhoben, wurde Annas Sohn Alexios, der durch seine Ehe mit Irene Dukaina direkt mit der Kaiserdynastie der Dukai verbunden war, zum Basileus ausgerufen.
Anna Dalassene erwies sich als tatkräftige Unterstützerin ihres Sohnes, der sie zum Dank mit der Würde einer Augusta auszeichnete. In der byzantinischen Hofhierarchie konkurrierte sie mit dessen Adoptivmutter Maria von Alanien sowie ihrer Schwiegertochter Irene Dukaina um Macht und Einfluss, wobei sie unter anderem die Erziehung ihrer Enkelin Anna Komnena vollständig an sich zog. Als Alexios I. unmittelbar nach seinem Herrschaftsantritt gegen die Normannen, die unter Robert Guiskard in das Thema Dyrrhachion eingefallen waren, ins Feld zog, fungierte Anna in seiner Abwesenheit als Regentin, ebenso 1094 und 1095 während der Kriege gegen den Serbenfürsten Vukan und die Kumanen unter dem Prätendenten Pseudo-Diogenes.
Gegen Ende ihres Lebens ging Anna als Nonne in das von ihr gegründete Kloster Christos Pantepoptes in Konstantinopel.

## Familie
Mit ihrem Ehemann Johannes Komnenos hatte Anna Dalassene fünf Söhne und drei Töchter.
- Manuel († 1070)
- Isaak, * um 1047, † 1102/1104, byzantinischer General und Sebastokrator ⚭ Irene, georgische Prinzessin
- Alexios, * 1048, † 15. August 1118, byzantinischer Kaiser, ⚭ Irene Dukaina
- Adrianos
- Nikephoros
- Maria
- Eudokia
- Theodora